# 前441年
| 千纪： | 前1千纪 |
| 世纪： | 前6世纪 \| 前5世纪 \| 前4世纪 |
| 年代： | 前470年代 \| 前460年代 \| 前450年代 \| 前440年代 \| 前430年代 \| 前420年代 \| 前410年代                                                                                 |
| 年份： | 前446年 \| 前445年 \| 前444年 \| 前443年 \| 前442年 \| 前441年 \| 前440年 \| 前439年 \| 前438年 \| 前437年 \| 前436年                                                   |
| 纪年： | 周貞定王二十八年 魯悼公二十七年 齊宣公十五年 晉哀公十一年 趙襄子三十五年 秦躁公二年 楚惠王四十八年 宋昭公二十八年 衛敬公二十四年 鄭共公十四年 燕成公十四年 越王朱勾七年 |

## 逝世
- 周哀王，出生日期不详，原名姬去疾，中国东周君主。
- 周思王，出生日期不详，原名姬叔袭，中国东周君主
- 周贞定王，出生日期不详，原名姬介，中国东周君主